# Björn Bergmann Sigurðarson
Björn Bergmann Sigurðarson (Akranes, 26 februari 1991) is een voormalig IJslands voetballer die bij voorkeur als aanvaller speelde. In 2012 debuteerde hij in het IJslands voetbalelftal.
Björn heeft drie halfbroers die elk ook profvoetballer waren. De drie halfbroers (Bjarni Guðjónsson, Þórður Guðjónsson en Joey Guðjónsson) zijn gewezen internationals die in de jaren 90 actief waren bij KRC Genk.

## Carrière
Björn Bergmann Sigurðarson debuteerde in 2007 bij ÍA Akranes in de hoogste voetbalafdeling van IJsland. De jonge spits stond bekend als een groot talent en kreeg regelmatig speelkansen. In 2008 werd hij met ÍA laatste, waardoor de club degradeerde.
Björn zakte niet mee naar de tweede divisie. Hij verliet ÍA en ging aan de slag bij de Noorse middenmoter Lillestrøm. In zijn eerste seizoen in Noorwegen kwam de toen 18-jarige aanvaller door een blessure aan het bekken niet vaak in actie. Zijn grote doorbrak kwam er in het voorjaar van 2010. Björn liet zich toen vooral opmerken door zijn inzet, snelheid en kracht.
In de eerste wedstrijden van 2012 toonde Björn zich een trefzekere spits. In de competitie wist hij 7 keer te scoren in bijna evenveel duels. Dat leverde hem niet alleen de interesse op van clubs als Wolverhampton Wanderers, Cardiff City, RSC Anderlecht en KRC Genk, maar ook zijn eerste selectie voor de nationale ploeg van IJsland. Uiteindelijk verkast hij naar Wolverhampton Wanderers.
In zijn eerste seizoen scoorde hij daar 5 doelpunten, maar het seizoen erop kon hij niet langer rekenen op een vaste basisplaats. Hij werd vervolgens in 2014 verhuurd aan Molde (waarmee hij dat seizoen zowel Noors kampioen als bekerwinnaar werd) en in 2015 aan FC Kopenhagen waarmee hij ook de Deense beker won na een 3-2 winst na verlenging in de finale tegen Vestsjælland waarin Björn een doelpunt scoorde.
Hij keerde hierna terug naar Wolverhampton Wanderers om daarna transfervrij te vertrekken naar (weer) Molde, waar hij na zijn terugkeer veel scoorde.
Hij werd ook weer geselecteerd voor het nationale team van IJsland en in de kwalificatiewedstrijden voor het WK 2018 scoorde hij een belangrijk doelpunt in de uitwedstrijd tegen Kosovo die met 1-2 werd gewonnen. IJsland won uiteindelijk hun kwalificatiepoule en plaatste zich daarmee voor het eerst in de geschiedenis voor een wereldkampioenschap. Ook Björn behoorde tot de door bondscoach Heimir Hallgrímsson geselecteerde 23 spelers voor dit toernooi. Hij kwam ook in alle 3 door IJsland gespeelde wedstrijden in actie als invaller. IJsland kwam op dit toernooi niet verder dan de groepsfase.
Na dit toernooi ging  Björn spelen bij Rostov en hij zou later ook nog in actie komen voor APOEL Nicosia, Lillestrøm en (wederom) Molde. De laatste periode kenmerkte zich vooral door veel ernstig blessureleed, waardoor hij nauwelijks nog heeft kunnen spelen. Na zijn terugkeer bij ÍA Akranes kwam hij om die reden zelfs helemaal niet meer aan spelen toe.

## Clubstatistieken
| Seizoen     | Club            | Competitie       | Competitie | Competitie | Competitie | Beker | Beker | Beker | Internationaal | Internationaal | Internationaal | Totaal | Totaal | Totaal |
| Seizoen     | Club            | Competitie       | Wed.       | Dlp.       | Ass.       | Wed.  | Dlp.  | Ass.  | Wed.           | Dlp.           | Ass.           | Wed.   | Dlp.   | Ass.   |
| ----------- | --------------- | ---------------- | ---------- | ---------- | ---------- | ----- | ----- | ----- | -------------- | -------------- | -------------- | ------ | ------ | ------ |
| 2007        | ÍA Akranes      | Úrvalsdeild      | 11         | 2          | 0          | 0     | 0     | 0     | —              | —              | —              | 11     | 2      | 0      |
| 2008        | ÍA Akranes      | Úrvalsdeild      | 19         | 3          | 0          | 0     | 0     | 0     | 1              | 1              | 0              | 20     | 4      | 0      |
| Club Totaal | Club Totaal     | Club Totaal      | 30         | 5          | 0          | 0     | 0     | 0     | 1              | 1              | 0              | 31     | 6      | 0      |
| 2009        | Lillestrøm SK   | Tippeligaen      | 12         | 1          | 0          | 0     | 0     | 0     | —              | —              | —              | 12     | 1      | 0      |
| 2010        | Lillestrøm SK   | Tippeligaen      | 25         | 4          | 2          | 0     | 0     | 0     | —              | —              | —              | 25     | 4      | 2      |
| 2011        | Lillestrøm SK   | Tippeligaen      | 20         | 5          | 7          | 1     | 2     | 0     | —              | —              | —              | 21     | 7      | 7      |
| 2012        | Lillestrøm SK   | Tippeligaen      | 13         | 7          | 2          | 4     | 5     | 0     | —              | —              | —              | 17     | 12     | 2      |
| Club Totaal | Club Totaal     | Club Totaal      | 70         | 17         | 11         | 5     | 7     | 0     | 0              | 0              | 0              | 75     | 24     | 11     |
| 2012/13     | Wolves          | EFL Championship | 37         | 5          | 2          | 2     | 0     | 0     | —              | —              | —              | 39     | 5      | 2      |
| 2013/14     | Wolves          | EFL League One   | 18         | 2          | 2          | 3     | 0     | 0     | —              | —              | —              | 21     | 2      | 2      |
| Club Totaal | Club Totaal     | Club Totaal      | 55         | 7          | 4          | 5     | 0     | 0     | 0              | 0              | 0              | 60     | 7      | 4      |
| 2014        | → Molde FK      | Tippeligaen      | 15         | 3          | 1          | 2     | 0     | 0     | —              | —              | —              | 17     | 3      | 1      |
| Club Totaal | Club Totaal     | Club Totaal      | 15         | 3          | 1          | 2     | 0     | 0     | 0              | 0              | 0              | 17     | 3      | 1      |
| 2014/15     | → FC Kopenhagen | Superligaen      | 14         | 1          | 1          | 3     | 1     | 0     | —              | —              | —              | 17     | 2      | 1      |
| Club Totaal | Club Totaal     | Club Totaal      | 14         | 1          | 1          | 3     | 1     | 0     | 0              | 0              | 0              | 17     | 2      | 1      |
| 2015/16     | Wolves          | EFL Championship | 14         | 0          | 0          | 1     | 0     | 0     | —              | —              | —              | 15     | 0      | 0      |
| Club Totaal | Club Totaal     | Club Totaal      | 69         | 7          | 4          | 6     | 0     | 0     | 0              | 0              | 0              | 75     | 7      | 4      |
| 2016        | Molde FK        | Tippeligaen      | 11         | 4          | 0          | 0     | 0     | 0     | —              | —              | —              | 11     | 4      | 0      |
| 2017        | Molde FK        | Tippeligaen      | 27         | 16         | 3          | 3     | 1     | 0     | —              | —              | —              | 30     | 17     | 3      |
| Club Totaal | Club Totaal     | Club Totaal      | 53         | 23         | 4          | 5     | 1     | 0     | 0              | 0              | 0              | 58     | 24     | 4      |
| 2017/18     | FK Rostov       | Premier Liga     | 6          | 1          | 1          | 0     | 0     | 0     | —              | —              | —              | 6      | 1      | 1      |
| 2018/19     | FK Rostov       | Premier Liga     | 26         | 5          | 0          | 0     | 0     | 0     | —              | —              | —              | 26     | 5      | 0      |
| 2019/20     | FK Rostov       | Premier Liga     | 6          | 2          | 0          | 1     | 0     | 0     | —              | —              | —              | 7      | 2      | 0      |
| Club Totaal | Club Totaal     | Club Totaal      | 38         | 8          | 1          | 1     | 0     | 0     | 0              | 0              | 0              | 39     | 8      | 1      |
| 2019/20     | → APOEL Nicosia | A Divizion       | 0          | 0          | 0          | 1     | 0     | 0     | 0              | 0              | 0              | 1      | 0      | 0      |
| Club Totaal | Club Totaal     | Club Totaal      | 0          | 0          | 0          | 1     | 0     | 0     | 0              | 0              | 0              | 1      | 0      | 0      |
| 2020        | Lillestrøm SK   | OBOS-Ligaen      | 7          | 1          | 0          | 0     | 0     | 0     | —              | —              | —              | 7      | 1      | 0      |
| Club Totaal | Club Totaal     | Club Totaal      | 77         | 18         | 11         | 5     | 7     | 0     | 0              | 0              | 0              | 82     | 25     | 11     |
| 2021        | Molde FK        | Tippeligaen      | 1          | 0          | 0          | 1     | 0     | 0     | 7              | 1              | 0              | 9      | 1      | 0      |
| Club Totaal | Club Totaal     | Club Totaal      | 54         | 23         | 4          | 6     | 1     | 0     | 7              | 1              | 0              | 67     | 25     | 4      |
| TOTAAL      | TOTAAL          | TOTAAL           | 282        | 62         | 21         | 22    | 9     | 0     | 8              | 2              | 0              | 312    | 73     | 21     |

Bijgewerkt op 16-05-2012.

## Erelijst
Molde FK
- Noors landskampioen

2014
2 Bjørnbak ·
3 Øyvann ·
4 Lund ·
5 Hestad ·
7 Eikrem  ·
8 Gulbrandsen ·
9 Ihler ·
10 Enggård ·
11 Olanare ·
14 Berisha ·
15 Kaasa ·
16 Breivik ·
17 Møller Dæhli ·
18 Stenevik ·
19 Haugan ·
20 Eriksen ·
21 Linnes ·
22 Posiadala ·
24 Bakke ·
25 Hagelskjær ·
26 Amundsen ·
27 Brynhildsen ·
28 Haugen ·
29 Nyheim ·
31 Løvik ·
33 Ødegård ·
34 McDermott ·
Coach: Moe
1 Hannes Þór ·
2 Birkir Már ·
3 Samúel Kári ·
4 Albert ·
5 Sverrir Ingi ·
6 Ragnar ·
7 Jóhann Berg ·
8 Birkir ·
9 Björn Bergmann ·
10 Gylfi ·
11 Alfreð ·
12 Schram ·
13 Rúnar Alex ·
14 Kári ·
15 Hólmar Örn ·
16 Ólafur Ingi ·
17 Aron  ·
18 Hörður Björgvin ·
19 Rúrik ·
20 Emil ·
21 Arnór Ingvi ·
22 Jón Daði ·
23 Ari Freyr ·
Coach: Heimir